# فيصل الجميلي
فيصل الجميلي هو شاعر شهير عاش في القرن الثاني عشر الهجري، حيث سكن قصر أجداده في الهدار «قصر صبحا» وعمره بالكرم والخصال الفاضلة، كان رجلاً شجاعاً شاعراً ذاع صيته في بوادي نجد كلها وبين قبائلها، وقد رحل في آخر حياته إلى الكويت فسُمَي قصره بطفية بعد الهجران. 
وفد فيصل الجميلي على عبد الله بن صباح بن جابر آل صباح (حاكم الكويت الثاني) الذي تولى إمارة العتوب في الكويت فأكرمه وأحسن وقادته وأبقاءه عنده إلى أن توفي بالكويت، وقد أرسل فيصل الجميلي إلى اقاربة في الهدار قصيدة مشهورة يبكي فيها نفسه وحياته ويذكر انه عاش في الهدار خمسة وتسعين عاماً كلها مليئة بالذكريات الجميلة والحياة الرفيعة الكريمة، وإلى فيصل ينتسب بعض النتيفات سكان الهدار حالياً 

## حياته الخاصة

### نسبه
هو الأمير فيصل بن محمد بن إبراهيم بن عبد الله بن الأمير أبو الكرم بن عوف بن سعد بن بغيض بن عمران بن عدي بن عبد الرحمن بن اسامه بن عوف بن ثعلبة بن صفوان بن حارث بن عبد الله بن عايد «الجُميلة» بن الفضل بن ضباب بن كلاب بن حارث بن عبد الله بن عمرو بن عبد الله بن عبد مناف بن هلال بن عامر بن صعصعة بن معاوية بن بكر بن هوازن بن منصور بن عكرمة بن خصفة بن قيس «عيلان» بن الناس بن مضر بن نزار بن عدنان

### زواجه
الأمير فيصل الجميلي عاش قريبا من أمراء الحجاز، تزوج الأمير فيصل إمرأتين الأولى جمرة بنت الشريف شمس الدين فأنجبت له ولدين هما محمد وجديد وذهب إلي بني عمومته أمراء قيس وحل عندهم ضيفا.كما يذكر في قصة جهم بنت أمير قيس وقصة رمح الجميلات في فرسهم.

### أبناؤه
للأمير فيصل الجميلي 5 من الأبناء هما:
1. حماد
2. هجرس
3. نوفل
4. جديد
5. محمد

## قصة الأمير فيصل مع زوجته جهم[4]
تزوج الأمير فيصل إمرأتين الأولى جمرة بنت الشريف شمس الدين وأنجبت له ولدين ، وصادف أن غارت قبيلة على مضارب أحد القبائل فأستاقت أبلهم فلحقهم رجالها ولم يفلحوا بأسترجاع ما فقدوه من حلالهم فقام الأمير فيصل واستل سيفه ولبس درعه فركب فرسه المشهوره بسرعتها والتي حصل عليها من أنسبائه أمراء الحجاز الاشراف أخوال أبناءه محمد وجديد وركب معه عدد من الرجال وكان هو يقودهم واستطاع اللحاق بالقبيلة الغازية واشتبك معهم بمعركة قوية استطاع الأمير ان يحقق انتصارا عظيما عليهم وأعاد الابل المنهوبة إلى القبيلة فعلم أمير القبيلة بشجاعة الأمير فيصل وما قام به من من تضحية لأجل استرجاع الإبل فزوجه بنته جهم إكراما لشجاعته ومروءته فأنجب منها ولدين هما كناطر ونوفل.
بقي الأمير عند القبيلة حتى بلغ الولدان أشدهما فأستأذن الأمير فيصل عمه جد اولاده بالعودة إلي قومه فشد الرحال مع زوجته وولديه إلى أن وجد قومه وأناخ راحلته وابله بالقرب من قومه ورفعوا أطناب بيوتهم وترك الأمير أولاده وذهب ليتطلع على القوم فنزل ضيفا عند ولديه في منطقة قريبة من البطائح جنوب العراق ولم يتأكد المؤلف مكانهم بالضبط وقد نحروا لضيفهم ذبيحة وقدموا له قدحا من اللبن فشربه كله وكانت هذه عادة الأمير من قديم وطلبوا له قدحا آخر من اللبن فقالت لهم أمهم أن هذه مثل عادات أبيكم الأمير وله عادة أخرى أنه يحمي ظهره على النار قبل أن ينام فإذا فعل ذلك فهو أبيكم وانتظر ولديه حتى ذهب من المضيف وأراد الأمير أن ينام فراقبوه فرأوه كما قالت أمهم يدير ظهره إلي الموقد ويحمي ظهره فنادوا على أمهم وأخبروها بحاله فقالت هو أبوكم بعينه فجاءت من المحرم إلي المضيف وسلمت عليه بإسمه وتعارفوا جميعا.
بقي الأمير بينهم أياما فقال لهم الا تغزون قالوا بلى فقال أدلكم على بيت منعزل يملك الكثير من المال والحلال فلنغزوه فركب الثلاثة خيولهم وتوجهوا إلي بيت إخوتهم من خلفة جهم زوجة الأمير فيصل فلما ساق محمد وجديد وأبوهم الحلال فما كان من ذوي الحلال الا ركبوا خيولهم ويطلبونهم ليفكوا حلالهم فالتقى الإخوة فوجه ابنه الكبير محمد رمحه نحو أخيه كناطر فأصاب الفرس فسقط الفارس لكنه نهض فصوب رمحه إلي أخيه محمد حتى إذا أصبح في مرمى إصابته صاح به الأمير فيصل لا تضرب اخوك رمح الجميلة بفرسهم فقالت زوجته أنت تريد تغربل اولادي وغضبت لهذه اللعبة، ومن أولاده جميلات السعودية.

## قصائده

### القصيدة الأولى
جميع قصائد الأمير فيصل الجميلي بدأها بقوله يقول الجميلي والجميلي فيصل  نسبة إلى قبيلته قبيلة الجميل الهلالية، ومن قصائده هذه القصيدة عندما مات هجرس كماء وردة في مخطوطات العمري:
قول الجميلي والجميلي فيصل
وانا موقف ٍ والدمع جاري وحايم
وقفت ولد الركب إلى روس ضمر
نصيفين منهم عاذلٍ لي ولايم
إلا واخوي هجرس إلى ما ذكرته
اعيل ولا كني مسو ٍ جرايم
يا راعي القبر الذي فوقه الحصى
لعلك في خلد الجنان النعايم
استنت العدوان من عقب موته
علينا تثاري بالديون القدايم
استنت العدوان من عقب هجرس
كما استن بالريدا اطوال القوايم
وهو دليل الركب لولاه ما غزوا
صغير ويتلونه كبار العمايم
لكنه ما قاد السبايا ولا غزا
على فاطر ٍ حضاية ٍ للغنايم
ولكنه ما عشى القوايا ذلوله
وبات محرمها يقولون صايم
تصوم رحى البدوان من عقب هجرس
وتفطر إلى جا هجرس ٍ بالغنايم

### القصيدة الثانية
يذكر الأمير فيصل الجميلي أن النساء لا يذكرن الجميل وليس لهن عهد ويميز بين النساء فمنهن جميلة كالنهر ومنهن من هي كالنار وفيهن التي تسوى 80 بكرة (ناقة) والبعض الآخر من تباع بقيد (حبل) قعود (جمل)، وفي هذه القصيدة يذكر ماضيه الحافل بالفروسية والكرم فيقول.
يقول الجميلي والجميلي فيصل............ما للعذارى بالجميل عهــــــود
عافن شيخ يطعن الخيـــل بالقنا............ يذبح ويرمي بالعجاج اركـــود
منـــهن جــنات تداعج نـــهوره............ ومنـــهن نيران بغير وقـــــود
ومنــهن من تسوى ثمانين بكره...........ومنهن من ترخص بقيد قــعود

### القصيدة الثالثة
وهذه قصيدة للأمير فيصل الجميلي يصف طريق العودة وموضع بلاده رنية
أنا الجميلي والجميلي فيصـــــــــــل....... على دالهات كأنهن جمـــــــــــــال
لهن ظلاله في الضحى طارداتـــــه....... ومستتبعات في العصير ظـــــلال
يا ديرتي يا جاهلين وصوفــــــــــها........ منها العروق النايفات شمـــــــال
ياما حلي وردة حنايا بفاطـــــــــري........ إليا لج محال لها وعمـــــــــــال
عليها في وفي من الغضــــــــــــــا......... وعليها من في العرين ظـــــلال
يجيها مال من الحمان حمان ضلفع.......... مال يتلوه قب كالسيــــــــــــال
ويحيها من يعومه مـــــــــــل وارد.......... مال (ن) أوي والله مــــــــــال
يا ديرتي فيها ثمانين عليهـــــــــم........... وأثمانها الآلاف يوم تكــــــــال

### القصيدة الرابعة
هذه القصيدة قالها عندما انقطع قيد راحلته وهربت عنه حيث قال
يقول الجميلي والجميلي فيصل...... والراس من لوي العمايم باد
يبيد الفتى ما بين يوم وليلة.......... العمر ينقص والليال تــــــزاد
الأيام بادني وبادن هجرس.......... وشداد بادنة وبادن عــــــــاد
نهاره وليله ذا لهذا طروده............ غدن بلذاتها وهن جــــــــداد
محا الله يا صبيان مخلي قلوصة....... من العقل وإلا باليدين أقياد
محا الله قيد غرني من زمالتي........ مناين وأثري حدا المناين باد
تناوشتها وأنا من الموت خايف..... وإلا إن خطاها من خطاي بعاد
أنا سبب قتلي على الماء حمامة........... مخضبة ورقاء ربوة واد
وأنا كل ما خايلت بالعين مربع.......... إلا إنه قبلي للرجال مراد
لا قلت هذا مربع ما يجونه............. إلا ذيك أثرهم درس وجداد
أنا صادر علقت دلوي بمنكبي........... وخليتها للي يطول الماد
وإن كانت الدنيا مثلها لنا.............. عزي لكم يا اللي لها وراد
وإن مت حطوني على جال منهل......عذي الجبا دب الليال إيراد
وحطوا على قبري ثمان الصفايح...... يبيد الدهر ورسومهن ما باد
باغي ليا مرت عليه ضعاين.......... ضعاين وأهلن قاصدين بلاد
يقولون راع القبر يا ما من الصخا...وراع الصخي دب الزمان إيعاد

### القصيدة الخامسة
ومن القصائد التي وردت بين فيصل الجميلي وزوجته جهم وذلك عندما طلقها بسبب عداء قبيلة زوجته له فخيرها بالرحيل معه أو البقاء فطلبت البقاء وقال هذه القصيدة يوصيها:
يا جهم لا شامت بنا منك نية..... حذار من دحوش الرجال حذار
لا تاخذين اللي غرير مدقر....... يمر عيد ولا عليك خدار
ولا تاخذين قن على شان ماله...... مالك على مال القموح قدار
ولا تاخذين العود لا أقى شبابه.... يموت وورعانه عليك إصغار
ولا تاخذين إلا رجل مجرب.......... أفعاله بغب الكاينات إغزار
فقالت جهم:
يافيصل اعيالك صغار كما القطا........وفروخ القطا ماينجعون لدا
فرد عليها فيصل الجميلي:
ياجهم ان الحــــــر لامســه القوا....... تخلل مابين الحـــرار وطـار